# Colonel Abrams
Colonel Abrams (* 25. Mai 1949 in Detroit, Michigan; † 25. November 2016 in New York City) war ein amerikanischer Sänger, Songwriter und House-Musiker, der vor allem durch seine Hitsingle Trapped von 1985 bekannt wurde. Colonel Abrams war tatsächlich sein Pseudonym (die Quelle "allmusic.com" behauptet, es sei sein richtiger Name, was definitiv falsch ist). Colonel Abrams wurde als Donald Abrams geboren.

## Biografie
Colonel Abrams zog, als er zehn Jahre alt war, mit seinen Eltern von Detroit nach Brooklyn, New York. Dort hatte er in den späten 1960er Jahren eine Band mit seinem Bruder Morris. 1976 wurde er Leadsänger bei „94 East“, einer Band, bei der Prince Gitarrist war. Es folgte der Wechsel zu „Surprise Package“ in New Jersey. Diese Band hatte 1984 einen kleinen Hit mit Leave the Message Behind the Door bei Arthur Bakers New Yorker Label Streetwise Records. Die Folgesingle Music Is the Answer wurde zum internationalen Dance-Hit und bescherte Abrams 1985 einen Solovertrag bei MCA.
In den späten 1980er Jahren konnte Abrams einige Hits in den deutschen und britischen Singlecharts verbuchen, darunter die von  Richard James Burgess produzierten Titel Trapped, I’m Not Gonna Let You und How Soon We Forget. Trapped stieg auf Platz 3 in England und erreichte Gold-Status. Zwischen 1984 und 1992 gelang es, neun Tracks in den amerikanischen R&B-Charts zu platzieren. 1990 produzierte Larry Blackmon von Cameo die Single Bad Timing.
Boards of Canada fertigte 1995 unter dem Pseudonym Hell Interface einen Remix von Trapped an.

## Die letzten Jahre
Donald Abrams war die letzten Jahre seines Lebens obdachlos. Er war schwer erkrankt und auf einen Rollstuhl angewiesen. Er starb an Thanksgiving im Alter von 67 Jahren.

## Diskografie

### Studioalben
| Jahr | Titel                            | Höchstplatzierung, Gesamtwochen, AuszeichnungChartplatzierungen (Jahr, Titel, Platzierungen, Wochen, Auszeichnungen, Anmerkungen) | Höchstplatzierung, Gesamtwochen, AuszeichnungChartplatzierungen (Jahr, Titel, Platzierungen, Wochen, Auszeichnungen, Anmerkungen) | Höchstplatzierung, Gesamtwochen, AuszeichnungChartplatzierungen (Jahr, Titel, Platzierungen, Wochen, Auszeichnungen, Anmerkungen) | Höchstplatzierung, Gesamtwochen, AuszeichnungChartplatzierungen (Jahr, Titel, Platzierungen, Wochen, Auszeichnungen, Anmerkungen) | Anmerkungen                                                           |
| Jahr | Titel                            | DE | UK | US | R&B | Anmerkungen                                                           |
| ---- | -------------------------------- | --- | --- | --- | --- | --------------------------------------------------------------------- |
| 1986 | Colonel Abrams MCA Records       | — | — | US75 (11 Wo.)US | R&B13 (34 Wo.)R&B | Produzenten: Richard Burgess, Colonel Abrams, Cerrone                 |
| 1987 | You and Me Equals Us MCA Records | — | — | — | R&B25 (16 Wo.)R&B | Produzenten: Colonel Abrams, Ron Kersey, Boyd Jarvis, Timmy Regisford |

Weitere Studioalben
- 1992: About Romance (RCA Records)
- 1996: Make a Difference (Dancefloor)

### Kompilationen
- 1995: Victim of Loving You (Strictly Rhythm)
- 1999: Best of Colonel Abrams (Universal Special Products)
- 2008: Should Be Dancin’ – The Album (Colonel Records, 8 mp3-Files)
- 2009: Tribute to My Brother (Colonel Records)

### Singles
| Jahr | Titel Album                                               | Höchstplatzierung, Gesamtwochen, AuszeichnungChartplatzierungen (Jahr, Titel, Album, Platzierungen, Wochen, Auszeichnungen, Anmerkungen) | Höchstplatzierung, Gesamtwochen, AuszeichnungChartplatzierungen (Jahr, Titel, Album, Platzierungen, Wochen, Auszeichnungen, Anmerkungen) | Höchstplatzierung, Gesamtwochen, AuszeichnungChartplatzierungen (Jahr, Titel, Album, Platzierungen, Wochen, Auszeichnungen, Anmerkungen) | Höchstplatzierung, Gesamtwochen, AuszeichnungChartplatzierungen (Jahr, Titel, Album, Platzierungen, Wochen, Auszeichnungen, Anmerkungen) | Anmerkungen |
| Jahr | Titel Album                                               | DE | UK | R&B | Dance | Anmerkungen |
| ---- | --------------------------------------------------------- | --- | --- | --- | --- | --- |
| 1984 | Leave the Message Behind the Door                         | — | — | R&B73 (5 Wo.)R&B | — | Erstveröffentlichung: April 1984 Autoren: Colonel Abrams, Marston Freeman                                                    |
| 1984 | Music Is the Answer                                       | — | UK84 (3 Wo.)UK | — | Dance11 (13 Wo.)Dance | Erstveröffentlichung: 1984 Charteintritt in UK erst im November 1985 Autoren: Colonel Abrams, Marston Freeman, Winston Jones |
| 1985 | Trapped Colonel Abrams                                    | DE13 (14 Wo.)DE | UK3 Gold · (24 Wo.)UK | R&B20 (14 Wo.)R&B | Dance1 (13 Wo.)Dance | Erstveröffentlichung: Juli 1985 Autoren: Colonel Abrams, Marston Freeman                                                     |
| 1985 | The Truth Colonel Abrams                                  | — | UK53 (4 Wo.)UK | R&B78 (5 Wo.)R&B | — | Erstveröffentlichung: November 1985 Autoren: Colonel Abrams, Marston Freeman                                                 |
| 1985 | Colonel Abrams (LP Cuts) Colonel Abrams                   | — | — | — | Dance1 (11 Wo.)Dance | Erstveröffentlichung: Dezember 1985                                                                                          |
| 1986 | I’m Not Gonna Let (You Get The Best of Me) Colonel Abrams | — | UK24 (7 Wo.)UK | R&B7 (15 Wo.)R&B | Dance1 (8 Wo.)Dance | Erstveröffentlichung: Januar 1986                                                                                            |
| 1986 | Over and Over Colonel Abrams                              | — | — | R&B68 (8 Wo.)R&B | Dance45 (3 Wo.)Dance | Erstveröffentlichung: Juni 1986 Autoren: Colonel Abrams, Marston Freeman                                                     |
| 1986 | Speculation Colonel Abrams                                | — | — | — | Dance15 (7 Wo.)Dance | Erstveröffentlichung: September 1986 Autoren: Colonel Abrams, Marston Freeman                                                |
| 1987 | How Soon We Forget You And Me Equals Us                   | — | UK75 (3 Wo.)UK | R&B6 (16 Wo.)R&B | Dance1 (12 Wo.)Dance | Erstveröffentlichung: Juli 1987 Autoren: Colonel Abrams, Marston Freeman                                                     |
| 1987 | Nameless You And Me Equals Us                             | — | — | R&B54 (12 Wo.)R&B | — | Erstveröffentlichung: November 1987 Autoren: Colonel Abrams, Marston Freeman                                                 |
| 1992 | You Don’t Know (Somebody Tell Me) About Romance           | — | — | R&B58 (9 Wo.)R&B | — | Erstveröffentlichung: Januar 1992 Autoren: Ceri Evans, Colonel Abrams, Errol Kennedy                                         |
| 1992 | When Somebody Loves Somebody About Romance                | — | — | R&B70 (6 Wo.)R&B | — | Erstveröffentlichung: Mai 1992                                                                                               |
| 1992 | Never Be Another One About Romance                        | — | — | — | Dance22 (10 Wo.)Dance | Erstveröffentlichung: Juni 1992 Autoren: Colonel Abrams, Marston Freeman                                                     |
| 1994 | So Confused Make a Difference                             | — | — | — | Dance15 (10 Wo.)Dance | Erstveröffentlichung: Juni 1994 Autoren: Colonel Abrams, Marston Freeman                                                     |

Weitere Singles
| - 1987: Soon You’ll Be Gone - 1990: Bad Timing - 1991: Do You Know What I Mean - 1993: I’m Caught Up - 1993: As Quiet as It’s Kept (mit Funktion aka Elis Pacheco) - 1994: Should Be Dancin’ (Mental Instrum. feat. C.A.) - 1994: So Proud - 1994: Get with You - 1995: Victim of Loving You - 1995: Where Do We Go from Here / Do I? (Ultra Naté & Col. Abrams) - 1995: Celebrate - 1996: As I Take You Back (Nick Jones Experience feat. Colonel Abrams) - 1996: Heartbreaker - 1996: You’re the One for Me (Central Hill feat. Colonel Abrams) - 1996: Love Is What We Need (Livin’ Large faet. Colonel Abrams) - 1996: Who Do You Love? - 1996: 99 1/2 - 1996: Let Us All Be Friends (als Mama’s Children, feat. Lee Truesdale) - 1997: With Your Luv (Deepstate feat. Colonel Abrams) | - 1997: Trapped ’97 - 1997: Make a Difference - 1997: Sweet Love - 1997: Life’s Full of Music (Housebox feat. Colonel Abrams) - 2000: Music Is My Life - 2001: Love on a Cutting Edge - 2001: Don’t Give Me a Love That I Can’t Use (Paul Simpson feat. Colonel Abrams) - 2002: Could It Be? (Paul Simpson feat. Colonel Abrams) - 2002: Trapped (Next Level) - 2002: Hurt My Feelings (Trouble Men feat. Colonel Abrams) - 2004: Music Is the Answer 2004 (Colonel Abrams vs. Groove Junkies) - 2004: Keep Holding On - 2007: The Apex of Rhythm Soul House Music (Clubhouse Music Enterprises mit Colonel Abrams Project) - 2010: Trapped (Solee Remix) (mp3-File) - 2011: Who Wrote the Rules of Love (Omar S Presents Colonel Abrams) - 2014: Trapped (The Subs feat. Colonel Abrams) - 2015: You Got Me Running |

### Videoalben
- 1986: Colonel Abrams
- 1987: How Soon We Forget